# Литвинов, Василий Михайлович (1922—1974)
Василий Михайлович Литвинов (1922—1974) — старший сержант Рабоче-крестьянской Красной Армии, участник Великой Отечественной войны, Герой Советского Союза (1945).

## Биография
Василий Литвинов родился в 1922 году в селе Романово (ныне — Черепановский район Новосибирской области). После окончания семи классов школы работал счетоводом в совхозе. В 1940 году переехал в Усть-Каменогорск. В 1941 году Литвинов был призван на службу в Рабоче-крестьянскую Красную Армию. С августа того же года — на фронтах Великой Отечественной войны.
К июню 1944 года гвардии старший сержант Василий Литвинов командовал отделением 166-го гвардейского стрелкового полка 55-й гвардейской стрелковой дивизии 28-й армии 1-го Белорусского фронта. Отличился во время освобождения Белорусской ССР. 24 июня 1944 года Литвинов участвовал в прорыве немецкой обороны в районе деревни Пружинищи Октябрьского района Гомельской области. Его отделение первым ворвалось в немецкие траншеи. В том бою Литвинов лично уничтожил 9 солдат противника и пулемёт с расчётом. Во время форсирования реки Птичь в районе Глуска Литвинов с товарищем сумел вплавь добраться до западного берега и захватить две лодки, после чего пригнать их к своим. Во время боёв на плацдарме на западном берегу Птичи отделение Литвинова отразило девять немецких контратак.
Указом Президиума Верховного Совета СССР от 24 марта 1945 года за «мужество и героизм, проявленные в боях с немецкими захватчиками» гвардии старший сержант Василий Литвинов был удостоен высокого звания Героя Советского Союза с вручением ордена Ленина и медали «Золотая Звезда» за номером 6789.
В декабре 1945 года Литвинов был демобилизован. С 1947 года проживал и работал сначала в Усть-Каменогорске. Трудился мастером-плавильщиком на местном свинцово-цинковом заводе. В 1954 году переехал в Орджоникидзе (ныне — Владикавказ), где работал плавильщиком, мастером-катодчником элетролитного цеха завода «Электроцинк».
Умер 12 июля 1974 года во Владикавказе. Похоронен на Караван-Сарайном кладбище Владикавказа.
Награждён орденами Отечественной войны 1-й степени и Славы 3-й степени, рядом медалей.
Память
9 мая 2014 года на фасаде дома № 23 на улице Ватутина во Владикавказе была установлена мемориальная доска.